# سعيدة وارثي

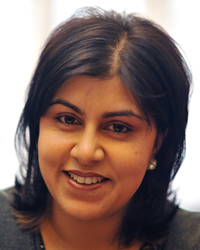
سعيدة وارسي

سعيدة وارسي (بالإنجليزية: Sayeeda Warsi) (مواليد 28 مارس 1971) هي محامية وسياسية بريطانية من أصل باكستاني، في الفترة من مايو 2010 إلى سبتمبر 2012 كانت الرئيس المشارك لحزب المحافظين. كانت أول مسلم يخدم في مجلس الوزراء البريطاني وثالث وزير مسلم سواء من الذكور أو الإناث، وأول مسلمة تكون وزيرة في المملكة المتحدة، في 4 سبتمبر 2012 شغلت منصبا وزاريا في الحكومة. استقالت وارسي من منصبها في 5 أغسطس 2014 قائلة أنها لم تعد قادرة على دعم سياسة الحكومة نحو قطاع غزة واصفة إياها بأنها «لا يمكن الدفاع عنها أخلاقيا».